# Пьер Раймон I (граф Комменжа)
Пьер Раймон I (фр. Pierre Raymond Ier de Comminges; ок. 1295 — 16 апреля 1341) — сеньор де Серьер, с 1339 года граф Комменжа.
Второй сын графа Бернара VII де Комменж, от которого получил в наследство сеньорию (или виконтство) Серьер.

## Биография
После смерти племянника, Жана, (1339) стал графом Комменжа.
На графство претендовали сёстры покойного, но Пьер Раймон сослался на то, что наследование по женской линии в Комменже не практикуется, и, заручившись поддержкой короля, утвердился в своих новых владениях. Чтобы окончательно решить этот вопрос, он женил сына на Жанне де Комменж — одной из претенденток. По другим сведениям, свадьба состоялась уже после смерти Пьера Раймона I.
Вскоре после вступления на графский престол Пьер Раймон тяжело заболел и умер. Ему было около 46 лет.

## Семья
Пьер Раймон I был женат (свадьба в 1314 или 1320 году) на Франсуазе де Фрезензак, (дочери Бернара VI д’Арманьяка?). Дети:
- Пьер Раймон II (ум.1375/1376) — граф Комменжа
- Элеонора, мужья: Арно Роже де Паллар (ок. 1340) и Гайяр де Ла Мот (ок. 1345)
- Жанна, жена Жеро д’Арманьяка, виконта де Фезанзаге.